# حمومة (السياني)

تعديل مصدري - تعديل

حمومة هي إحدى قرى عزلة الدامغ بمديرية السياني التابعة لمحافظة إب، بلغ تعداد سكانها 653 نسمة حسب تعداد اليمن لعام 2004.